# 妙高村 (新潟県中頸城郡1901年)
妙高村（みょうこうむら）は、かつて新潟県中頸城郡にあった村。

## 沿革
- 1889年（明治22年）4月1日 - 町村制施行に伴い中頸城郡一本木新田、二俣村、田切村、田口新田、毛祝坂新田村が合併し、妙高村が発足。
- 1901年（明治34年）11月1日 - 中頸城郡関川村、境村（一部）と合併し、名香山村となり消滅。